# Хамдија Липовача
Хамдија Липовача, рођен је 20. децембра 1976. године у Бихаћу где је завршио основну школу и гимназију. Радио при уредништву локалне телевизије и учествовао у организовању невладиног сектора у граду.
Завршио Правни факултет у Сарајеву 2000. године, а током студирања био ангажован у више међународних и дипломатских организација.
По завршетку студија вратио се у Бихаћ и запослио на Правном факултету Универзитета у Бихаћу. У августу 2001. године под покровитељством „Рон Браун Програма“ Владе САД одлази на постдипломске студије у САД. Једно време свог боравка у САД био је ангажован и у Мисији БиХ при УН у Њујорку. Године 2002. стиче звање магистра.
На изборима 2004. године постаје први директно изабран начелник општине Бихаћ. Члан је Социјалдемократске партије Босне и Херцеговине.